# آلفرد مائول
استفان ماریو مئول (زاده ۲۴ دسامبر ۱۹۵۸ در آخن) آشورشناس آلمانی و دارنده جایزه گوتفرید ویلهلم لایبنیتس است.

## زندگی
مئول تحصیلات آشورشناسی، باستان‌شناسی نزدیک شرقی و مصرشناسی را در گورگ- آگوست- دانشگاه گوتینگن، جایی که دکترای خود را با راهنمایی Rykle Borger در سال ۱۹۸۷ دریافت کرد گذراند. از سال ۱۹۸۷ تا ۱۹۹۲ به عنوان دستیار تحقیق و تا ۱۹۹۵ به عنوان دستیار در دانشگاه آزاد برلین، کار کرد. از سال ۱۹۹۵ او صاحب کرسی آسیوریولوژی در دانشگاه هایدلبرگ است.
از سال ۲۰۰۴ مئول سرپرست واحد تحقیقاتی آکادمی علوم هایدلبرگ «نسخه متون میخی به خط میخ‌های ادبی از آشور» است.

## فعالیت
در سال ۱۹۹۷ به دلیل فعالیتهای پژوهشیش جایزه گوتفرید ویلهلم لایب نیتس را دریافت کرد. در سال ۱۹۹۸ وی به عضویت کامل آکادمی علوم هایدلبرگ درآمد، در سال ۲۰۰۳ عضو متناظر آکادمی علوم گوتینگن و در سال ۲۰۱۲ عضوی از دویچن آکادمی در طبیعت‌گرای لئوپولدینا بوده‌است.